# Washington Township (comté de Morris, New Jersey)
Washington est un township du comté de Morris, dans l’État du New Jersey. Lors du recensement de 2010, sa population s’élevait à 18 533 habitants. Sa superficie totale est de 116,28 km2.

## Source
- (en) Cet article est partiellement ou en totalité issu de l’article de Wikipédia en anglais intitulé « Washington Township, Morris County, New Jersey » (voir la liste des auteurs).